# Condado de Latimer
El condado de Latimer (en inglés: Latimer County), fundado en 1907, es un condado del estado estadounidense de Oklahoma. En el año 2000 tenía una población de 10.692 habitantes con una densidad de población de 6 personas por km². La sede del condado es Wilburton.

## Geografía
Según la oficina del censo el condado tiene una superficie total de 1888 km² (729 mi²), de los que 1870 km² (722 mi²) son tierra y 18 km² (6,9 mi²) (0,95%) son agua.

### Condados adyacentes
- Condado de Haskell - norte
- Condado de Le Flore - este
- Condado de Pushmataha - sur
- Condado de Pittsburg - oeste

### Principales carreteras y autopistas
- U.S. Autopista 270
- Carretera Estatal 1
- Carretera Estatal 2
- Carretera Estatal 63
- Carretera Estatal 82

## Demografía
Según el censo del 2000 la renta per cápita media de los habitantes del condado era de 23.962 dólares y el ingreso medio de una familia era de 29.661 dólares. En el año 2000 los hombres tenían unos ingresos anuales 27.449 dólares frente a los 19.577 dólares que percibían las mujeres. El ingreso por habitante era de 12.842 dólares y alrededor de un 22,70% de la población estaba bajo el umbral de pobreza nacional.

## Ciudades y pueblos
- Fanshawe (de modo parcial)
- Red Oak
- Wilburton